# Paralephana lobata
Paralephana lobata är en fjärilsart som beskrevs av George Francis Hampson 1926. Paralephana lobata ingår i släktet Paralephana och familjen nattflyn. Inga underarter finns listade i Catalogue of Life.